# 海上訓練指導隊群
海上訓練指導隊群（かいじょうくんれんしどうたいぐん、英称：Fleet Training Command）とは、海上自衛隊の護衛艦隊に属する海上訓練指導部隊であり、司令部は神奈川県横須賀基地（新井地区）におかれている。海上訓練指導隊群司令は1等海佐（一）をもって充てられており、幕僚（1等海佐、2等海佐）が補佐する。

## 沿革
- 1954年（昭和29年）12月1日：「海上訓練指導隊」が新編、横須賀地方隊隷下に編入。
- 1955年（昭和30年）7月1日：海上訓練指導隊が自衛艦隊隷下に編成替え。
- 1958年（昭和33年）10月1日：自衛艦隊隷下に第2海上訓練指導隊が呉基地に新編。海上訓練指導隊を第1海上訓練指導隊に改称。
- 1959年（昭和34年）11月1日：自衛艦隊隷下に第3海上訓練指導隊が佐世保基地に新編。
- 1962年（昭和37年）7月1日：自衛艦隊隷下に「海上訓練指導隊群」が新編。編成は司令部(横須賀)、第1海上訓練指導隊、第2海上訓練指導隊、第3海上訓練指導隊。
- 1967年（昭和42年）10月1日：第11海上訓練指導隊を江田島に新編。
- 1970年（昭和45年）3月2日：第4海上訓練指導隊を舞鶴基地に新編。
- 1978年（昭和53年）7月1日：海上訓練指導隊群が廃止、自衛艦隊隷下に「開発指導隊群」が新編。
- 1982年（昭和57年）6月1日：誘導武器教育訓練隊、戦術訓練装置運用隊を新編。
- 1990年（平成02年）10月1日：佐世保戦術訓練装置運用隊を新編。戦術訓練装置運用隊を横須賀戦術訓練装置運用隊に改称。
- 2002年（平成14年）3月22日：開発指導隊群が廃止。護衛艦隊隷下に「海上訓練指導隊群」が新編。

1. 第1～4海上訓練指導隊を横須賀、呉、佐世保、舞鶴海上訓練指導隊に改称し、海上訓練指導隊群隷下に編入。第11海上訓練指導隊が廃止。大湊海上訓練指導隊を新編。
2. 横須賀、佐世保戦術訓練装置運用隊が廃止[注 1]。誘導武器教育訓練隊を海上訓練指導隊群隷下に編入。

- 2020年（令和02年）10月1日：部隊改編

1. 誘導武器教育訓練隊を「水上戦術開発指導隊」に改編[4][5]。
2. 横須賀・佐世保海上訓練指導隊の対潜戦術科を廃止。対潜戦術訓練装置（SATT）の運用と訓練指導は、水上戦術開発指導隊に移管[6]。

## 司令部編成
司令部は、横須賀基地新井地区に設置されている。
- 海上訓練指導隊群司令
  - 首席幕僚
  - 幕僚
  - 先任伍長

また、自衛艦隊#司令部の編成を参照。

## 部隊編成
海上訓練指導隊群は、5つの海上訓練指導隊及び水上戦術開発指導隊から成る。
- 横須賀海上訓練指導隊（横須賀・新井）
- 呉海上訓練指導隊（呉）
- 佐世保海上訓練指導隊（佐世保・干尽）
- 舞鶴海上訓練指導隊（舞鶴）
- 大湊海上訓練指導隊（大湊）
- 水上戦術開発指導隊（横須賀・船越）
  - 佐世保水上戦術開発指導分遣隊（佐世保・崎辺）

### 海上訓練指導隊の職務・編成
海上訓練指導隊は、自衛艦等の乗員に対する訓練の指導、並びにそれらに必要な調査・研究等を行う。
- 海上訓練指導隊司令（1等海佐）
- 副長
  - 総務科
  - 指導部
    - 訓練科
    - 砲雷科
    - 船務航海科
    - 機関科

  - 教育科（横須賀海上訓練指導隊のみ）

### 水上戦術開発指導隊の職務・編成
水上戦術開発指導隊は、自衛艦に装備された誘導武器や戦闘指揮システムについての教育訓練及び訓練協力、対潜戦術訓練装置を使用した護衛艦に対する訓練の指導、並びにそれらに必要な調査・研究等を行う。
- 水上戦術開発指導隊司令（1等海佐）
- 副長
- 本部
  - 総務科
  - 企画科
  - 整備科
  - 戦術開発部
    - 戦術開発第1科
    - 戦術開発第2科
    - 戦術開発第3科
    - 戦術訓練装置運用科

  - 指導部
    - 指導第1科
    - 指導第2科

  - 教育部
    - 教育第1科
    - 教育第2科
    - 学生隊
- 佐世保水上戦術開発指導分遣隊長（3等海佐）
  - 総務科
  - 指導科
  - 整備科

## 主要幹部
| 官職名                   | 階級          | 氏名       | 補職発令日     | 前職                                               |
| ------------------------ | ------------- | ---------- | -------------- | -------------------------------------------------- |
| 海上訓練指導隊群司令     | 1等海佐（一） | 三浦則文   | 2024年08月01日 | 護衛艦隊司令部訓練幕僚部 訓練主任幕僚              |
| 首席幕僚                 | 1等海佐（三） | 國分一郎   | 2024年04月09日 | かが艦長                                           |
| 横須賀海上訓練指導隊司令 | 1等海佐（二） | 西田敏志   | 2023年03月15日 | ましゅう艦長                                       |
| 呉海上訓練指導隊司令     | 1等海佐（二） | 鳥越要     | 2025年01月20日 | 舞鶴海上訓練指導隊司令                             |
| 佐世保海上訓練指導隊司令 | 1等海佐（二） | 飯ケ谷孝広 | 2024年06月03日 | 第8護衛隊司令                                      |
| 舞鶴海上訓練指導隊司令   | 1等海佐（二） | 牧孝行     | 2025年01月20日 | 第4護衛隊司令                                      |
| 大湊海上訓練指導隊司令   | 1等海佐（二） | 川野邦彦   | 2025年04月25日 | 第1護衛隊司令 →2025.4.7 海上訓練指導隊群司令部勤務 |
| 水上戦術開発指導隊司令   | 1等海佐（一） | 後藤正寛   | 2024年12月20日 | 第5護衛隊司令                                      |

| 代                                                    | 氏名                                           | 在職期間                                       | 出身校・期                                     | 前職                                                        | 後職                                                                | 備考                                           |
| 海上訓練指導隊群司令（自衛艦隊隷下）（海将補）        | 海上訓練指導隊群司令（自衛艦隊隷下）（海将補） | 海上訓練指導隊群司令（自衛艦隊隷下）（海将補） | 海上訓練指導隊群司令（自衛艦隊隷下）（海将補） | 海上訓練指導隊群司令（自衛艦隊隷下）（海将補）              | 海上訓練指導隊群司令（自衛艦隊隷下）（海将補）                      | 海上訓練指導隊群司令（自衛艦隊隷下）（海将補） |
| ----------------------------------------------------- | ---------------------------------------------- | ---------------------------------------------- | ---------------------------------------------- | ----------------------------------------------------------- | ------------------------------------------------------------------- | ---------------------------------------------- |
| 01                                                    | 星子直明                                       | 1962年7月1日 1963年7月15日                     | 神高船（航） 昭和9年卒                         | 第3護衛隊群司令 →1962年5月1日 自衛艦隊司令部付              | 大阪基地隊付 →1963年10月1日 停年退官（海将補昇任）                  | 1等海佐                                        |
| 02                                                    | 森本義久                                       | 1963年7月16日 1964年12月15日                   | 海兵60期                                       | 舞鶴地方総監部防衛部長                                      | 横須賀地方総監部付 →1965年3月21日 停年退官（海将補昇任）            | 1等海佐                                        |
| 03                                                    | 久原一利                                       | 1964年12月16日 1965年6月30日                   | 海兵60期                                       | 練習艦隊司令官 →1964年11月1日 海上幕僚監部付                | 護衛艦隊司令官                                                      |                                                |
| -                                                     | 國谷正信                                       | 1965年7月1日 1965年7月15日                     | 海兵64期                                       | 第1海上訓練指導隊司令として海上訓練指導隊群司令代理         | 第1海上訓練指導隊司令として海上訓練指導隊群司令代理                 | 1等海佐                                        |
| 04                                                    | 池田徳太                                       | 1965年7月16日 1967年1月9日                     | 海兵60期                                       | 防衛大学校訓練部長                                          | 護衛艦隊司令官                                                      | 1966年7月1日 海将昇任                          |
| 05                                                    | 水谷秀澄                                       | 1967年1月10日 1967年6月30日                    | 海兵62期                                       | 練習艦隊司令官 →1966年11月16日 自衛艦隊司令部付             | 大湊地方総監                                                        |                                                |
| 06                                                    | 余田四郎                                       | 1967年7月1日 1970年3月31日                     | 海兵64期                                       | 海上幕僚監部調査部長                                        | 海上幕僚監部付 →1970年7月1日 退職（海将昇任）                       |                                                |
| 07                                                    | 石森重郎                                       | 1970年4月1日 1971年6月30日                     | 海兵66期                                       | 第1掃海隊群司令 →1969年12月16日 自衛艦隊司令部付            | 海上幕僚監部付 →1971年12月1日 退職                                  |                                                |
| 08                                                    | 新井貫一                                       | 1971年7月1日 1972年12月15日                    | 海兵69期                                       | 護衛艦隊司令部幕僚長                                        | 海上幕僚監部監察官                                                  |                                                |
| 09                                                    | 森田友幸                                       | 1972年12月16日 1974年6月30日                   | 海兵68期                                       | 第1護衛隊群司令                                             | 海上幕僚監部付 →1974年10月1日 退職                                  |                                                |
| 10                                                    | 西垣英夫                                       | 1974年7月1日 1976年3月31日                     | 海兵71期                                       | 第1掃海隊群司令                                             | 海上幕僚監部付 →1976年7月1日 退職                                   |                                                |
| 11                                                    | 常廣栄一                                       | 1976年4月1日 1977年5月31日                     | 海兵71期                                       | 練習艦隊司令官 →1975年12月16日 自衛艦隊司令部付             | 海上幕僚監部付 →1977年7月1日 統合幕僚会議事務局長 兼 統合幕僚学校長 | 1976年12月1日 海将昇任                         |
| 12                                                    | 成合正義                                       | 1977年6月1日 1978年6月30日                     | 海兵73期                                       | 護衛艦隊司令部幕僚長                                        | 開発指導隊群司令                                                    |                                                |
| 開発指導隊群司令（自衛艦隊隷下）（海将補）            |                                                |                                                |                                                |                                                             |                                                                     |                                                |
| 01                                                    | 成合正義                                       | 1978年7月1日 1979年1月31日                     | 海兵73期                                       | 海上訓練指導隊群司令                                        | 海上幕僚監部付 →1979年4月2日 退職                                   |                                                |
| 02                                                    | 伴野丈夫                                       | 1979年2月1日 1980年12月4日                     | 海兵74期                                       | 第2護衛隊群司令                                             | 海上自衛隊第1術科学校長                                             | 1979年3月22日 海将昇任                         |
| 03                                                    | 植田一雄                                       | 1980年12月5日 1981年12月24日                   | 海兵74期                                       | 海上幕僚監部監察官                                          | 退職                                                                | 海将                                           |
| 04                                                    | 曽根龍男                                       | 1981年12月25日 1983年6月30日                   | 専修大・ 1期幹候                               | 海上自衛隊第1術科学校副校長                                 | 退職                                                                |                                                |
| 05                                                    | 能津長和                                       | 1983年7月1日 1984年6月5日                      | 海保大1期・ 4期幹候                            | 自衛艦隊司令部付                                            | 護衛艦隊司令官                                                      |                                                |
| 06                                                    | 小畑清幸                                       | 1984年6月6日 1985年12月19日                    | 海兵78期 広島大・ 1期幹候                      | 統合幕僚会議事務局第3幕僚室長 →1984年3月16日 海上幕僚監部付 | 退職                                                                | 1985年8月1日 海将昇任                          |
| 07                                                    | 小川正美                                       | 1985年12月20日 1986年12月4日                   | 水産講習所・ 2期幹候                           | 練習艦隊司令官 →1984年12月17日 自衛艦隊司令部               | 退職                                                                |                                                |
| 08                                                    | 白石洋介                                       | 1986年12月5日 1988年3月15日                    | 防大1期                                        | 第3護衛隊群司令                                             | 海上幕僚監部付 →1988年7月7日 退職                                   |                                                |
| 09                                                    | 鈴木克男                                       | 1988年3月16日 1989年6月29日                    | 防大2期                                        | 舞鶴地方総監部幕僚長                                        | 退職                                                                |                                                |
| 10                                                    | 野崎 亮                                        | 1989年6月30日 1990年7月8日                     | 防大2期                                        | プログラム業務隊司令                                        | 退職                                                                | 就任時1等海佐 1989年8月1日 海将補昇任          |
| 11                                                    | 齋藤克彦                                       | 1990年7月9日 1993年12月14日                    | 防大5期                                        | 第1護衛隊群司令                                             | 退職                                                                |                                                |
| 12                                                    | 五味睦佳                                       | 1993年12月15日 1995年3月22日                   | 防大8期                                        | 練習艦隊司令官                                              | 大湊地方総監                                                        |                                                |
| 13                                                    | 長崎嘉徳                                       | 1995年3月23日 1997年3月25日                    | 防大9期                                        | 佐世保地方総監部幕僚長                                      | 海上自衛隊第1術科学校長                                             |                                                |
| 14                                                    | 山田道雄                                       | 1997年3月26日 1999年3月30日                    | 防大11期                                       | 練習艦隊司令官 →1996年12月16日 海上幕僚監部付               | 海上自衛隊幹部学校長                                                |                                                |
| 15                                                    | 中河道春                                       | 1999年3月31日 2001年1月10日                    | 防大11期                                       | 自衛艦隊司令部作戦主任幕僚                                  | 退職                                                                |                                                |
| 16                                                    | 関 泰雄                                        | 2001年1月11日 2002年3月21日                    | 防大14期                                       | 海上幕僚監部監察官                                          | 開発隊群司令                                                        |                                                |
| 海上訓練指導隊群司令（護衛艦隊隷下）（1等海佐（一）） |                                                |                                                |                                                |                                                             |                                                                     |                                                |
| 1                                                     | 古閑 修                                        | 2002年3月22日 2004年3月28日                    | 防大16期                                       | 第62護衛隊司令 →2001年8月1日 護衛艦隊司令部勤務             | 第3護衛隊群司令                                                     |                                                |
| -                                                     | 香田洋二                                       | 2004年3月29日 2004年7月6日                     | 防大16期                                       | 護衛艦隊司令官として海上訓練指導隊群司令事務取扱            | 護衛艦隊司令官として海上訓練指導隊群司令事務取扱                    | 海将                                           |
| 02                                                    | 柴田哲冶                                       | 2004年7月7日 2005年12月19日                    | 防大16期                                       | 第63護衛隊司令                                              | 退職（海将補昇任）                                                  |                                                |
| 03                                                    | 岩渕秀樹                                       | 2005年12月20日 2006年12月19日                  | 防大18期                                       | 横須賀地方総監部防衛部長                                    | 退職（海将補昇任）                                                  |                                                |
| 04                                                    | 井手剛一                                       | 2006年12月20日 2007年12月2日                   | 防大19期                                       | 第63護衛隊司令                                              | 退職（海将補昇任）                                                  |                                                |
| 05                                                    | 清水利広                                       | 2007年12月3日 2010年8月1日                     | 防大21期                                       | 第24護衛隊司令                                              | 退職（海将補昇任）                                                  |                                                |
| 06                                                    | 太田也寸志                                     | 2010年8月2日 2011年7月31日                     | 防大22期                                       | 海上自衛隊第1術科学校副校長                                 | 退職（海将補昇任）                                                  |                                                |
| 07                                                    | 井ノ久保雄三                                   | 2011年8月1日 2012年7月31日                     | 防大23期                                       | 横須賀警備隊司令                                            | 退職（海将補昇任）                                                  |                                                |
| 08                                                    | 内山哲也                                       | 2012年8月1日 2014年5月25日                     | 防大25期                                       | 函館基地隊司令                                              | 退職（海将補昇任）                                                  |                                                |
| 09                                                    | 平野晃胤                                       | 2014年5月26日 2016年11月30日                   | 防大27期                                       | 大湊海上訓練指導隊司令                                      | 退職（海将補昇任）                                                  |                                                |
| 10                                                    | 大判英之                                       | 2016年12月1日 2017年12月19日                   | 防大30期                                       | 護衛艦隊司令部訓練主任幕僚                                  | 第2護衛隊群司令                                                     |                                                |
| 11                                                    | 岩澤 努                                        | 2017年12月20日 2022年1月26日                   | 防大31期                                       | システム通信隊群司令                                        | 退職（海将補昇任）                                                  |                                                |
| 12                                                    | 中村譲介                                       | 2022年1月27日 2024年7月31日                    | 防大34期                                       | 護衛艦隊司令部訓練幕僚部 訓練主任幕僚                       | 退職                                                                |                                                |
| 13                                                    | 三浦則文                                       | 2024年8月1日                                   | 防大35期                                       | 護衛艦隊司令部訓練幕僚部 訓練主任幕僚                       |                                                                     |                                                |